# Terence McGovern
Terence Sean „Terry“ McGovern (* 11. Mai 1942 in Berkeley, Kalifornien) ist ein US-amerikanischer Schauspieler, Synchronsprecher, Radiomoderator und Schauspiellehrer. 

## Karriere
McGovern studierte Schauspiel bei Stella Adler und Milton Katselas. Er arbeitete von 1956 bis 1969 bei KDKA-Radio und KDKA-TV in Pittsburgh und ging im Sommer 1969 nach KSFO nach San Francisco.
Im Alter von 30 Jahren reiste der Filmschauspieler nach Los Angeles, um seinen Einstieg in die Schauspielerei fortzusetzen. Er begann seine Karriere in Filmen mit George Lucas, beginnend mit einer kleinen Rolle bei dessen erstem Film THX 1138. Bei den Dreharbeiten zu THX 1138 schuf McGovern zufällig das Wort „Wookiee“: Eines Tages erzählte er George Lucas, dass er eben ein „Wookie“ überfahren habe. Lucas griff das von McGovern spontan improvisierte Fantasiewort für Star Wars auf. Lucas und McGovern setzten ihre Zusammenarbeit in den 1970er-Jahren in den Klassikern American Graffiti und Star Wars fort. So spielte er die Nebenrolle des jungen Highschool-Lehrers Mr. Wolf in American Graffiti und lieferte bei Star Wars verschiedene Voiceovers für mehrere Persönlichkeiten des Imperiums.
1993 trat Terry McGovern in der Filmkomödie Mrs. Doubtfire – Das stachelige Kindermädchen auf, hier spielte er einen Voiceover-Regisseur, der während der Eröffnungsszene mit Robin Williams’ Hauptfigur streitet. In weiteren Film- und Fernsehproduktionen übernahm er ähnlich kleine Auftritte, aber als Jim Coyle in der CBS-Sitcom Charlie & Co. hatte er 1985 eine etwas größere Rolle. Daneben war er als Sprecher an Hunderten von Fernseh- und Radiospots beteiligt. Als Synchronsprecher ist er bis heute für verschiedene Fernsehserien und Videospiele (darunter auch Star-Wars-Spiele) aktiv. Beispielsweise lieh er in der Serie DuckTales – Neues aus Entenhausen dem Piloten Launchpad McQuack in 57 Folgen seine Stimme. McGovern betätigt sich zudem als Lehrer für Stimmrollen, so leitete er viele Workshops und unterrichtete an der University of San Francisco.
Er wurde 2008 für seine langjährige Radioarbeit in die Bay Area Radio Hall of Fame gewählt. Seit 2012 moderiert er die Wochenend-Morgenshow auf Boss Boss Radio.

## Privat
Als Sohn von Roger und Phyllis McGovern wurde er in einem Krankenhaus in Berkeley geboren. Sein Vater war ein Schauspieler und Werbetexter. McGovern ist mit Molly McGovern verheiratet und hat mit ihr zwei Kinder.

## Filmografie (Auszug)
- 1971: THX 1138 (nur Stimme)
- 1972: Bill McKay – Der Kandidat (The Candidate)
- 1973: American Graffiti
- 1973: Calahan (Magnum Force)
- 1975: Lauter nette Mädchen (Smile)
- 1976: Der Unerbittliche (The Enforcer)
- 1977: Krieg der Sterne (Star Wars, nur Stimme)[3]
- 1979: 1998 – Die vier Milliarden Dollar Show (Americathon 1998)
- 1979: Happy Days (Fernsehserie, 1 Folge)
- 1981: Die unglaubliche Geschichte der Mrs. K. (The Incredible Shrinking Woman)
- 1983: Das A-Team (The A Team; Fernsehserie, 1 Folge)
- 1985: Radioactive Dreams
- 1985: Lipstick & Ice Cream
- 1985: Hotel (Fernsehserie, 1 Folge)
- 1985: Charlie & Co. (Fernsehserie, 13 Folgen)
- 1987: Die Reise ins Ich (Innerspace)
- 1987: Amazonen auf dem Mond oder Warum die Amis den Kanal voll haben (Amazon Women on the Moon)
- 1987: Agentin mit Herz (Scarecrow and Mrs. King; Fernsehserie, 1 Folge)
- 1987–1990: DuckTales – Neues aus Entenhausen (DuckTales; Fernsehserie, 57 Folgen)
- 1990: DuckTales: Der Film – Jäger der verlorenen Lampe (DuckTales the Movie: Treasure of the Lost Lamp, nur Stimme)
- 1993: Mrs. Doubtfire – Das stachelige Kindermädchen (Mrs. Doubtfire)
- 1995: Nine Months
- 1996: Jack
- 1997–1999: Nash Bridges (Fernsehserie, 3 Folgen)
- 2005: The Californians
- 2010: Blank Slate